# Live in Moscow (álbum de Stone Sour)
Live in Moscow es un álbum en directo de la banda estadounidense de hard rock Stone Sour. Contiene la grabación íntegra de un concierto de la banda grabada en Moscú, Rusia en octubre de 2006. La edición especial del álbum Come What(ever) May incluye partes de la grabación de ese mismo concierto. Live in Moscow se lanzó en exclusiva a través de iTunes Music Store el 14 de agosto de 2007.

## Lista de canciones
1. "30/30-150" - 5:07
2. "Orchids" - 5:27
3. "Take A Number" - 4:41
4. "Reborn" - 3:48
5. "Your God" - 5:14
6. "Inhale" - 4:05
7. "Come What(ever) May" - 5:46
8. "Bother" - 6:32
9. "Through Glass" - 5:45
10. "Blotter" - 3:58
11. "Hell & Consequences" - 4:27
12. "Get Inside" - 4:10